# Кубок Короля Бахрейну з футболу 2023—2024
Кубок Короля Бахрейну з футболу 2023—2024 — 69-й розіграш кубкового футбольного турніру у Бахрейні. Титул володаря кубка здобув Аль-Аглі.

## Календар
| Раунд            | Дата               | Матчі | Клуби   |
| ---------------- | ------------------ | ----- | ------- |
| Попередній раунд | 1–5 листопада 2023 | 8     | 24 → 16 |
| 1/8 фіналу       | 7–10 грудня 2023   | 8     | 16 → 8  |
| 1/4 фіналу       | 30–31 грудня 2023  | 4     | 8 → 4   |
| 1/2 фіналу       | 25–26 лютого 2024  | 2     | 4 → 2   |
| Фінал            | 9 березня 2024     | 1     | 2 → 1   |

## 1/8 фіналу
| Команда 1      | Рахунок      | Команда 2          |
| -------------- | ------------ | ------------------ |
| 7 грудня 2023  |              |                    |
| Аль-Ріффа      | 5:0          | Аль-Алі (2)        |
| Аль-Аглі       | 4:0          | Умм Аль-Хассам (2) |
| 8 грудня 2023  |              |                    |
| Аль-Халдія     | 3:1          | Аль-Хала           |
| Аль-Мухаррак   | 1:0          | Калалі (2)         |
| 9 грудня 2023  |              |                    |
| Аль-Шабаб      | 2:2 пен. 7:8 | Аль-Іттіхад (2)    |
| Сітра          | 0:1          | Бусайтін           |
| 10 грудня 2023 |              |                    |
| Манама Клаб    | 4:0          | Іст Ріффа          |
| Аль-Хідд       | 2:2 пен. 1:4 | Аль-Іттіфак (2)    |

## 1/4 фіналу
| Команда 1      | Рахунок      | Команда 2       |
| -------------- | ------------ | --------------- |
| 30 грудня 2023 |              |                 |
| Аль-Ріффа      | 1:1 пен. 4:5 | Аль-Мухаррак    |
| Аль-Халдія     | 4:0          | Аль-Іттіхад (2) |
| 31 грудня 2023 |              |                 |
| Бусайтін       | 0:1          | Аль-Аглі        |
| Манама Клаб    | 2:0          | Аль-Іттіфак (2) |

## 1/2 фіналу
| Команда 1      | Рахунок | Команда 2   |
| -------------- | ------- | ----------- |
| 25 лютого 2024 |         |             |
| Аль-Аглі       | 3:1     | Манама Клаб |
| 26 лютого 2024 |         |             |
| Аль-Мухаррак   | 1:0     | Аль-Халдія  |

## Фінал
| Команда 1      | Рахунок      | Команда 2    |
| -------------- | ------------ | ------------ |
| 9 березня 2024 |              |              |
| Аль-Аглі       | 1:1 пен. 4:2 | Аль-Мухаррак |